# Atlanta Braves
Az Atlanta Braves egy amerikai baseballcsapat, székhelye 1966 óta Atlanta (Georgia). A Major League Baseballban a Nemzeti Liga keleti ágában játszanak. A legrégebb óta folyamatosan létező profi baseballcsapat, 1871-ben alapították. 1991 és 2005 között sorozatban 14-szer lettek a legjobbak a csoportjukban, ami nem csak a baseballban, de a teljes észak-amerikai profi sportban egyedülálló.

## Története

### Boston 1871–1952

#### 1870–1913
A Cincinnati Red Stockings az 1870-es évad követően feloszlott, menedzsere Harry Wright, testvérével George Wright-al és még két Cincinnati játékossal (Barnes és Spalding) Bostonba költözött és megalapította a Boston Red Stockings-t. A klub a National Association-ben játszott, méghozzá nagyon sikeresen, az öt bajnoki évadból négyet megnyertek. 1876-ban csatlakoztak a Nemzeti Ligához, ekkor kezdték őket „Red Caps”-nek hívni, mert Cincinnatiben egy másik „Red Stockings” klub alakult. Az első évben nem ment túl jól a játék, de utána erőre kaptak és megnyerték az 1877-es és 78-as bajnokságot, 1879-ben másodikok lettek. A csapat a századfordulóig a Liga egyik legerősebb együttese volt, összesen nyolcszor bizonyultak a legjobbnak.
1901-ben az Amerikai Liga megalakulásával Boston kapott egy másik klubot is, az akkor még Boston Americans nevű Boston Red Sox-ot. A Red Caps-et ekkor már Boston Beaneaters-nek hívták. Az új rivális klub sokkal többet tudott fizetni a játékosoknak, ezért a Beaneaters sok sztárja átigazolt. Ez az eredményeken is meglátszott, 1900 és 1913 között csak egyszer volt pozitív mérlegük és öt évadban volt több mint 100 elvesztett meccsük. 1907-ben és 11-ben nevet váltottak Doves-ra, illetve Rustlers-re, abban reménykedve, hogy ez új lendületet ad a csapatnak. A Braves nevet 1912-ben vették fel és végül ezzel értek el újra sikereket.

#### 1914: A csoda
Két évvel később a csapat a baseball-történelem egyik legemlékezetesebb évadját produkálta. A gyenge szezonkezdet után a szurkolók kezdtek elfordulni a csapattól, úgy látszott ismét egy kiábrándító évad következik. Július 4-én 26–40-es eredménnyel az utolsó helyen álltak, 15 meccsel az vezető New York Giants mögött. Csak George Stallings, a „Miracle Man” (Csodaember) hitt a visszatérésben és a csapat valóban kezdett magára találni. A július 19-i Cincinnati Reds elleni meccs után Stallings kijelentette, hogy jobban játszottak, mint bárki más a ligában és készen állnak utolérni a New Yorkot. Ekkor kezdődött a mai napig egyedülálló menetelés.
A Giants szeptember 7–8-án játszott Bostonban egy három mérkőzésből álló sorozatot, ebből kettőt nyert a Braves. Ekkor július 4-től számítva 41–12-es eredményük volt. Az évadot 94–59-cel zárták, ebből július után 68–19-et teljesítettek. A mai napig az egyetlen olyan csapat, akik ligaelsők lettek azután, hogy július 4-én az utolsó helyen álltak.
A World Series-ben a Philadelphia A's sokkal esélyesebbnek számított, a Braves mégis mind a négy meccset megnyerte. A csapat a csúcsra ért. A dobásban és ütésben is a legjobbak voltak és az újonnan igazolt Johnny Evers kapta a Chalmers-díjat, ami a mai MVP-nek felel meg. Az Amerikai Ligában játsszó Cleveland Naps ennek hatására vette fel az Indians nevet, miután Nap Lajoie a szezon végén otthagyta a klubot. A Braves a World Series hazai meccseit a rivális Red Sox stadionjában játszotta, mert az övék túl kicsi volt, de a győzelem után hatalmas, 40 000 férőhelyes sportpályát építettek. A Braves Fielden azonban ritkán volt teltház a következő néhány évadban.

#### 1915–1953
1915–16-ban még valamennyire tartott a lendület, de 1917 és 1932 között csak kétszer zártak pozitív eredménnyel. 1923-ban Emil Fuchs vásárolta meg a klubot. Eltökélte, hogy sikeres csapatot épít, de évekbe telt mire a korábbi hibákon felül tudott kerekedni. 1933-as és 34-es évad már a fejlődés jeleit mutatta, de a nagy gazdasági világválság miatt a bevételek jócskán visszaestek.
Hogy több szurkolót csábítson a meccsekre 1935-ben Fuchs a New York Yankees-től átszerződtette a legendás Babe Ruth-t, aki ironikus módon a nagy rivális Red Sox-nál kezdte pályafutását. Ruth lett az alelnök és részesedést kapott a nyereségből és a csapat menedzser-asszisztense is lett, azzal az ígérettel, hogy később megkapja a menedzseri pozíciót. Először úgy tűnt Ruth minden gondra megoldás lesz. Az első meccset 4–2-re nyerték a Giants ellen, de utána egyre rosszabbul mentek a dolgok, Ruth is gyengén játszott. Ráadásul kiderült, hogy csak névleg kapta meg az alelnöki és menedzser-asszisztensi állást és az ígért profit is el fog maradni bejelentette, hogy június elsejével visszavonul. A Braves az 1935-ös évadot minden idők harmadik legrosszabb eredményével, 38–115-vel (.248) zárta.
Fuchs az év végén elvesztette az irányítást a csapat felett, az új tulajdonosok pedig névváltoztatással akartak életet lehelni a csapatba. A Boston Bees név nem ragadt meg és nem is hozott siker a csapatnak. Öt évvel később az új tulajdonos, Lou Perini építési vállalkozó visszahozta a Braves nevet és nekikezdett a csapat újjáépítésének. A második világháború ugyan kissé lelassította, de 1946, 47-ben már szép eredményeket tudott felmutatni, 1948-ban pedig ligagyőztesek lettek.
1948 után elmaradtak a nagy sikerek, ezért 1953. március 13-án Perini bejelentette, hogy kivásárolta tulajdonostársait és a klubot Milwaukee-ba (Wisconsin) költözteti. Ott volt ugyanis a klub alsóbb ligás fiókcsapata a Minor League-ben játszó Brewers és Milwaukee amúgy is régóta célpont volt – évekkel korábban a St. Louis Browns próbált költözni, de azt az Amerikai Liga vezetői nem engedélyezték.

### Milwaukee 1953–1965
Milwaukee-ban a csapatot hősökként üdvözölték. Az első évben 92–62-es eredményt értek el és az 1,8 milliós nézőszámmal rekordot döntöttek. A sikerük más kluboknak is feltűnt – következő öt évben a Philadelphia Athletics, a St. Louis Browns, a Brooklyn Dodgers és a New York Giants is másik városba költözött.

## Döntőbeli szereplések
| Év                                     | Alapszakasz eredmény | Döntőbeli eredmények                                                              |
| -------------------------------------- | -------------------- | --------------------------------------------------------------------------------- |
| Boston Red Caps (National Association) |                      |                                                                                   |
| 1871                                   | 20–10                | National Association második.                                                     |
| 1872                                   | 39–8                 | National Association győztes.                                                     |
| 1873                                   | 43–16                | National Association győztes.                                                     |
| 1874                                   | 52–18                | National Association győztes.                                                     |
| 1875                                   | 71–8                 | National Association győztes.                                                     |
| Boston Red Caps (Nemzeti Liga)         |                      |                                                                                   |
| 1877                                   | 42–18                | Nemzeti Liga győztes.                                                             |
| 1878                                   | 41–19                | Nemzeti Liga győztes.                                                             |
| 1879                                   | 54–30                | Nemzeti Liga második.                                                             |
| Boston Beaneaters                      |                      |                                                                                   |
| 1883                                   | 63–35                | Nemzeti Liga győztes.                                                             |
| 1884                                   | 73–38                | Nemzeti Liga második.                                                             |
| 1889                                   | 83–45                | Nemzeti Liga második.                                                             |
| 1891                                   | 87–51                | Nemzeti Liga győztes.                                                             |
| 1892                                   | 102–48               | Nemzeti Liga győztes.                                                             |
| 1893                                   | 86–43                | Nemzeti Liga győztes.                                                             |
| 1897                                   | 93–39                | Nemzeti Liga győztes.                                                             |
| 1898                                   | 102–47               | Nemzeti Liga győztes.                                                             |
| 1899                                   | 95–57                | Nemzeti Liga második.                                                             |
| Boston Braves                          |                      |                                                                                   |
| 1914                                   | 94–59                | World Series győztes. A döntőben a Philadelphia Athletics-et verte meg 4–0-ra.    |
| 1915                                   | 83–69                | Nemzeti Liga második.                                                             |
| 1948                                   | 91–62                | Nemzeti Liga győztes. A World Series-ben kikapott a Cleveland Indians-tól 2–4-re. |
| Milwaukee Braves                       |                      |                                                                                   |
| 1953                                   | 92–62                | Nemzeti Liga második.                                                             |
| 1955                                   | 85–69                | Nemzeti Liga második.                                                             |
| 1956                                   | 92–62                | Nemzeti Liga második.                                                             |
| 1957                                   | 95–59                | World Series győztes. A döntőben a New York Yankees-t verte meg 4–3-ra.           |
| 1958                                   | 92–62                | Nemzeti Liga győztes. A World Series-ben kikapott a New York Yankees-től 3–4-re.  |
| 1959                                   | 86–70                | Nemzeti Liga második.                                                             |
| 1960                                   | 88–66                | Nemzeti Liga második.                                                             |
| Atlanta Braves                         |                      |                                                                                   |
| 1969                                   | 93–69                | Nemzeti Liga második. A New York Mets-től kapott ki 0–3-ra.                       |
| 1982                                   | 93–69                | Nemzeti Liga második. A St. Louis Cardinals-tól kapott ki 0–3-ra.                 |
| 1991                                   | 94–68                | Nemzeti Liga győztes. A World Series-ben kikapott a Minnesota Twins-től 3–4-re.   |
| 1992                                   | 98–64                | Nemzeti Liga győztes. A World Series-ben kikapott a Toronto Blue Jays-től 2–4-re. |
| 1993                                   | 104–58               | Nemzeti Liga második. A Philadelphia Phillies-től kapott ki 2–4-re.               |
| 1995                                   | 90–54                | World Series győztes. A döntőben a New York Yankees-t verte meg 4–3-ra.           |
| 1996                                   | 96–66                | Nemzeti Liga győztes. A World Series-ben kikapott a New York Yankees-től 2–4-re.  |
| 1997                                   | 101–61               | Nemzeti Liga második. A Florida Marlins-tól kapott ki 2–4-re.                     |
| 1998                                   | 106–56               | Nemzeti Liga második. A San Diego Padres-től kapott ki 2–4-re.                    |
| 1999                                   | 103–59               | Nemzeti Liga győztes. A World Series-ben kikapott a New York Yankees-től 0–4-re.  |
| 2000                                   | 95–67                | Bejutott a Division Series-be. A St. Louis Cardinals-tól kapott ki 0–3-ra.        |
| 2001                                   | 88–74                | Nemzeti Liga második. Az Arizona Diamondbacks-től kapott ki 1–4-re.               |
| 2002                                   | 101–59               | Bejutott a Division Series-be. A San Francisco Giants-től kapott ki 2–3-ra.       |
| 2003                                   | 101–61               | Bejutott a Division Series-be. A Chicago Cubs-tól kapott ki 2–3-ra.               |
| 2004                                   | 96–66                | Bejutott a Division Series-be. A Houston Astros-tól kapott ki 2–3-ra.             |
| 2005                                   | 90–72                | Bejutott a Division Series-be. A Houston Astros-tól kapott ki 1–3-ra.             |

## Csapatjelképek
- Csapatszínek: Sötétkék, vörös és fehér.
- Emblémák:
  - Csapatembléma: Kék körvonalú, vörös "Braves" felirat egy szintén vörös tomahawk fejsze fölött.
  - Sapkaembléma: Kék alapon fehér, dőlt, kunkorodó végű "A" betű.
- Mez: A hazai meccseken hordott mez fehér, az ingen "Braves" feliratos csapatembléma. Az idegenbeli mez szürke, az ingen "Atlanta" felirat és alatta az emblémából származó tomahawk. A különleges mez nadrágja fehér, ingje piros, rajta kék "Braves" felirat és tomahawk. Mindegyik mezhez vörös ellenzős, sötétkék sapkát viselnek.
- Kabalafigura: A klubnak nincs kabalafigurája.

### A név története
A Braves (Indián Harcosok) nevet 1912-ben, még Bostonban kezdte használni a klub. Akkori tulajdonosuk James Gaffney beceneve The Brave of Tammany Hall vagyis a Tammany Hall Indián Harcosa volt, mert tagja volt a Tammany Hall nevű politikai háttérszervezetnek. A társaság főként a Demokrata Párt New York-i lobbistáiból állt. Az 1772-es megalakulásuk után sok indián nevet és szokást felvettek, például a székházukat wigwamnak nevezték. Akkoriba az amerikai telepesek új, igazi amerikai identitást kerestek az „otthon hagyott” európai helyére, ezért voltak népszerűek az indián nevek és szokások. A Tammany Hall szervezete ezeket a szokásokat megőrizte, ezért tagjait, így James Gaffney-t még később is indián harcosnak becézték.
1912 előtt a klubnak több nem hivatalos beceneve volt: Red Stockings (Vörös Zoknisok) és Red Caps (Vörös Sapkások) az 1870-es és 80-as években, Beaneaters (szó szerint: Babevők, de ez általában a Bostoniak gúnyneve is) az 1890-es években és századforduló után; Doves (Galambok) 1907–1910, amikor a Dovey család volt a csapat tulajdonosa, 1911-ben pedig Rustlers (Tolvajok), amikor William Russell volt a klubtulajdonos. Ezután kapták a Braves nevet, majd az 1935-ös évadot követően, a csőd és az éveken át tartó gyenge szereplés után az új tulajdonos, Bob Quinn sportújságírókat kért fel, hogy új nevet találjanak a csapatnak. A javasolt Bees-t (Méhek) 1936-tól be is vezették, de nem igazán ragadt meg, még Quinn sem használta. 1941-től újra Bravesnek hívják a csapatot.
- Boston Red Caps, 1871–1882
- Boston Beaneaters, 1883–1906
- Boston Doves, 1907–1910
- Boston Rustlers, 1911
- Boston Braves, 1912–1935
- Boston Bees, 1936–1940
- Boston Braves, 1941–1952
- Milwaukee Braves, 1953–1965
- Atlanta Braves, 1966-

## Braves játékosok a Baseball Hírességek Csarnokában
| Boston - Earl Averill - Dave Bancroft - Dan Brouthers - John Clarkson - Jimmy Collins - Hugh Duffy - Johnny Evers - Burleigh Grimes - Billy Hamilton - Billy Herman - Rogers Hornsby - Joe Kelley - King Kelly - Ernie Lombardi - Al Lopez - Rabbit Maranville - Rube Marquard - Eddie Mathews - Tommy McCarthy - Bill McKechnie - Joe Medwick - Kid Nichols - Jim O'Rourke - Charles Radbourn - Babe Ruth - Johnny Sain - Al Simmons - George Sisler |  | - Warren Spahn - Albert Spalding - Casey Stengel - Ed Walsh - Lloyd Waner - Paul Waner - Vic Willis - George Wright - Harry Wright - Cy Young Milwaukee - Hank Aaron - Eddie Mathews - Phil Niekro - Red Schoendienst - Enos Slaughter - Warren Spahn Atlanta - Hank Aaron - Orlando Cepeda - Eddie Mathews - Phil Niekro - Gaylord Perry - Bruce Sutter - Hoyt Wilhelm |

## Visszavont mezszámok
- 3 Dale Murphy, outfielder, Atlanta, 1976–90
- 21 Warren Spahn, dobó (pitcher), Boston 1942–52, Milwaukee 1953–64
- 35 Phil Niekro, dobó, Milwaukee 1964–65, Atlanta 1966–83, 1987
- 41 Eddie Mathews, harmadik baseman, Boston 1952, Milwaukee 1953–65, Atlanta 1966; Edző 1971–72; Menedzser 1972–74
- 42 Jackie Robinson, a teljes Major League-ből visszavonták
- 44 Hank Aaron, outfielder, Milwaukee 1954–65, Atlanta 1966–74

## Érdekességek
- A csapat a tavaszi edzőtáborozást Lake Buena Vista-ban (Florida), a Disney's Wide World of Sports komplexum stadionjában tartja.
- A Braves az egyetlen csapat a Major League-ben akik három városban is World Series-t nyertek (Boston, Milwaukee és Atlanta).
- Riválisaik: Florida Marlins, New York Mets, Philadelphia Phillies, Washington Nationals, Houston Astros, Boston Red Sox